# Победнице светских првенстава у атлетици на отвореном — маратон
Маратон за жене једна је од дисциплина које су биле на програму од 1. Светском првенству у Хелсинкију 1983. године.
Навише успеха у појединачној конкуренцији имала је Катрин Ндереба (Кенија) са три освојене медаље 2 златне и 1 сребрна. У екипној конкуренцији најбоље су представнице Кеније са 12 освојених медаља од којих су 5 златне, док Јапан има 11 медаља, а су само 2 златне.
Победнице светских првенстава и њихови резултати приказани су у следећој табели. Резултати су дати у сатима.

## Освајачице медаља у маратону на светским првенставима у атлетици
Стање после 19. СП 2023
| Светско првенство       |                                   |             |                                     |         |                                  |         |
| Хелсинки 1983. детаљи   | Грете Вајц Норвешка               | 2:28,09 РСП | Меријен Дикерсон · Сједињене Државе | 2:31,09 | Раиса Смешнова · Совјетски Савез | 2:31,13 |
| Рим 1987. детаљи        | Роза Мота Португалија             | 2:25,17 РСП | Зоја Иванова · Совјетски Савез      | 2:32,38 | Жоселин Вилето Француска         | 2:32,53 |
| Токио 1991. детаљи      | Ванда Панфил Пољска               | 2:29,53     | Сашико Јамашита Јапан               | 2:29,57 | Катрин Доре Немачка              | 2:30,10 |
| Штутгарт 1993. детаљи   | Јунко Асари Јапан                 | 2:30,03     | Мануела Машадо Португалија          | 2:30,54 | Томое Абе Јапан                  | 2:31,01 |
| Гетеборг 1995. детаљи   | Мануела Машадо Португалија        | 2:25,39     | Анита Катуна Румунија               | 2:26,25 | Орнела Ферара Италија            | 2:30,11 |
| Атина 1997. детаљи      | Хироми Сузуки Јапан               | 2:29,48     | Мануела Машадо Португалија          | 2:31,12 | Лидија Симон Румунија            | 2:31,55 |
| Севиља 1999. детаљи     | Jong Song-Ok · Северна Кореја     | 2:26,59     | Ари Ишибаши Јапан                   | 2:27,02 | Лидија Симон Румунија            | 2:27,41 |
| Едмонтон 2001. детаљи   | Лидија Симон Румунија             | 2:26,01     | Реико Тоса Јапан                    | 2:26,06 | Светлана Захарова Русија         | 2:26,18 |
| Париз 2003. детаљи      | Катрин Ндереба Кенија             | 2:23,55 РСП | Мизуки Нагучи Јапан                 | 2:24,14 | Масако Чиба Јапан                | 2:25,09 |
| Хелсинки 2005. детаљи   | Пола Редклиф Уједињено Краљевство | 2:20,57 РСП | Катрин Ндереба Кенија               | 2:22,01 | Костантина Томеску Румунија      | 2:23,19 |
| Осака 2007. детаљи      | Катарина Ндереба Кенија           | 2:30,37     | Жу Чунксију Кина                    | 2:30,45 | Реико Тоса Јапан                 | 2:30,55 |
| Берлин 2009. детаљи     | Баи Сјуе Кина                     | 2:25,15     | Јошими Озаки Јапан                  | 2:25,25 | Аселефех Мергија Етиопија        | 2:25,32 |
| Тегу 2011. детаљи       | Една Киплагат Кенија              | 2:28:43     | Приска Џепту Кенија                 | 2:29:00 | Шерон Чероп Кенија               | 2:29:14 |
| Москва 2013. детаљи     | Една Киплагат Кенија              | 2:25:44     | Валерија Странео Италија            | 2:25:58 | Кајоко Фукуши Јапан              | 2:27:45 |
| Пекинг 2015. детаљи     | Маре Дибаба Етиопија              | 2:27:35     | Хелах Кипроп Кенија                 | 2:27:36 | Јунис Џепкируи Кирва Бахреин     | 2:27:39 |
| Лондон 2017. детаљи     | Роуз Челимо Бахреин               | 2:24:14     | Една Нгерингвони Киплагат Кенија    | 2:27:18 | Ејми Крег САД                    | 2:27:18 |
| Доха 2019. детаљи       | Рут Чипнгетич Кенија              | 2:32:43     | Роуз Челимо Бахреин                 | 2:33:46 | Хелајла Јоханес Кенија           | 2:34:15 |
| Јуџин 2022. детаљи      | Готитом Гебресиласе Етиопија      | 2:18:11 РСП | Џудит Корир Кенија                  | 2:18:20 | Лона Чемтаи Салпетер Израел      | 2:20:18 |
| Будимпешта 2023. детаљи | Амане Берисо Шанкуле Етиопија     | 2:24:23     | Готитом Гебресиласе Етиопија        | 2:24:34 | Фатима Езахра Гардади Мароко     | 2:25:17 |
| Токио 2025.             |                                   |             |                                     |         |                                  |         |

Легенда: СР = Светски рекорд, РСП = Рекорд светских првенстава, ЕР = Европски рекорд, ЈАР = Јужноамерички рекорд, ОКР = Океанијски рекорд СРС = Светски рекорд сезоне (најбоље време сезоне на свету), РС = Рекорд сезоне (најбоље време сезоне), НР = Национални рекорд, ЛР = Лични рекорд

## Биланс медаља у маратону
Стање после 19. СП 2023.
|     | Држава           | Злато | Сребро | Бронза | Укупно |
| --- | ---------------- | ----- | ------ | ------ | ------ |
| 1.  | Кенија           | 5     | 5      | 2      | 12     |
| 2.  | Етиопија         | 3     | 1      | 1      | 5      |
| 3.  | Јапан            | 2     | 5      | 4      | 11     |
| 4.  | Португалија      | 2     | 2      | -      | 4      |
| 5.  | Румунија         | 1     | 1      | 3      | 5      |
| 6.  | Бахреин          | 1     | 1      | 1      | 3      |
| 7.  | Кина             | 1     | 1      | -      | 2      |
| 8.  | Норвешка         | 1     | -      | -      | 1      |
| 8.  | Пољска           | 1     | -      | -      | 1      |
| 8.  | Северна Кореја   | 1     | -      | -      | 1      |
| 8.  | Велика Британија | 1     | -      | -      | 1      |
| 12. | Совјетски Савез  | -     | 1      | 1      | 2      |
| 12. | Италија          | -     | 1      | 1      | 2      |
| 12. | Сједињене Државе | -     | 1      | 1      | 2      |
| 15. | Француска        | -     | -      | 1      | 1      |
| 15. | Немачка          | -     | -      | 1      | 1      |
| 15. | Русија           | -     | -      | 1      | 1      |
| 15. | Израел           | -     | -      | 1      | 1      |
| 15. | Мароко           | -     | -      | 1      | 1      |
|     | Укупно 19 земаља | 19    | 19     | 19     | 57     |